# Frourion Lemesou
Frourion Lemesou är ett slott i Cypern. Det ligger i distriktet Eparchía Lemesoú, i den södra delen av landet, 60 km sydväst om huvudstaden Nicosia. Frourion Lemesou ligger 4 meter över havet. Det ligger på ön Cypern.
Terrängen runt Frourion Lemesou är platt åt sydväst, men norrut är den kuperad. Havet är nära Frourion Lemesou åt sydost.Närmaste större samhälle är Limassol, 1,4 km norr om Frourion Lemesou. Trakten runt Frourion Lemesou är i huvudsak tätbebyggd.